# Krankenhaus der Barmherzigen Brüder (Salzburg)
Das Krankenhaus der Barmherzigen Brüder in Salzburg ist ein allgemein öffentliches Krankenhaus in der Altstadt von Salzburg. Es verfügt über 235 systemisierte Betten und 550 Mitarbeiter. Rechtsträger ist der Konvent der Barmherzigen Brüder Salzburg.

## Lage
Das Krankenhaus, die Kajetanerkirche sowie die Tiefgarage der Barmherzigen Brüder Salzburg befinden sich im Süden der Salzburger Altstadt im Kaiviertel am Kajetanerplatz. Sie liegen neben dem Gerichtsgebäude und der Karolinenbrücke sowie der Pfeifergasse (Chiemseehof) und dem Rudolfskai.

## Geschichte

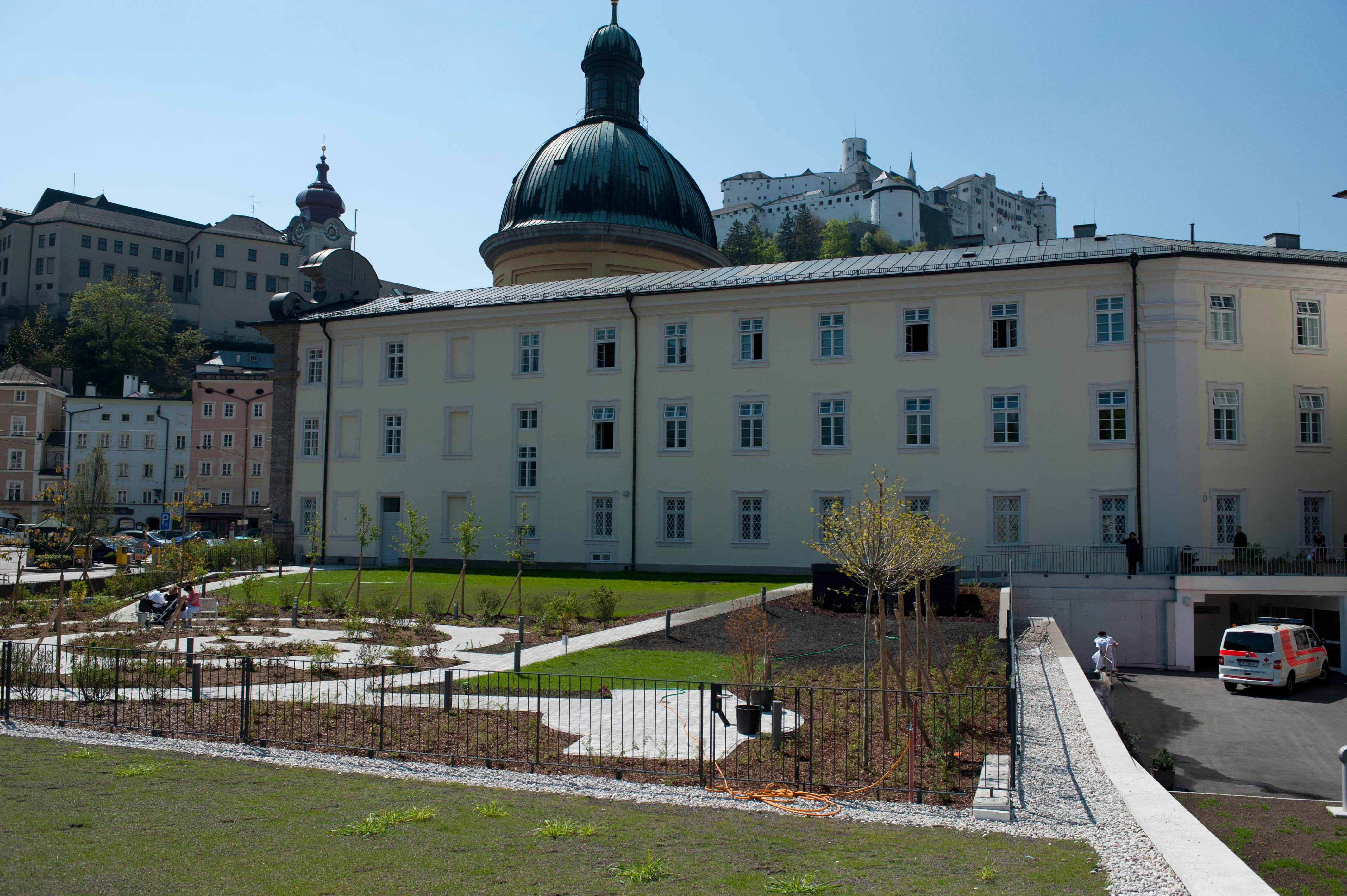
Krankenhaus mit Kajetanerkirche

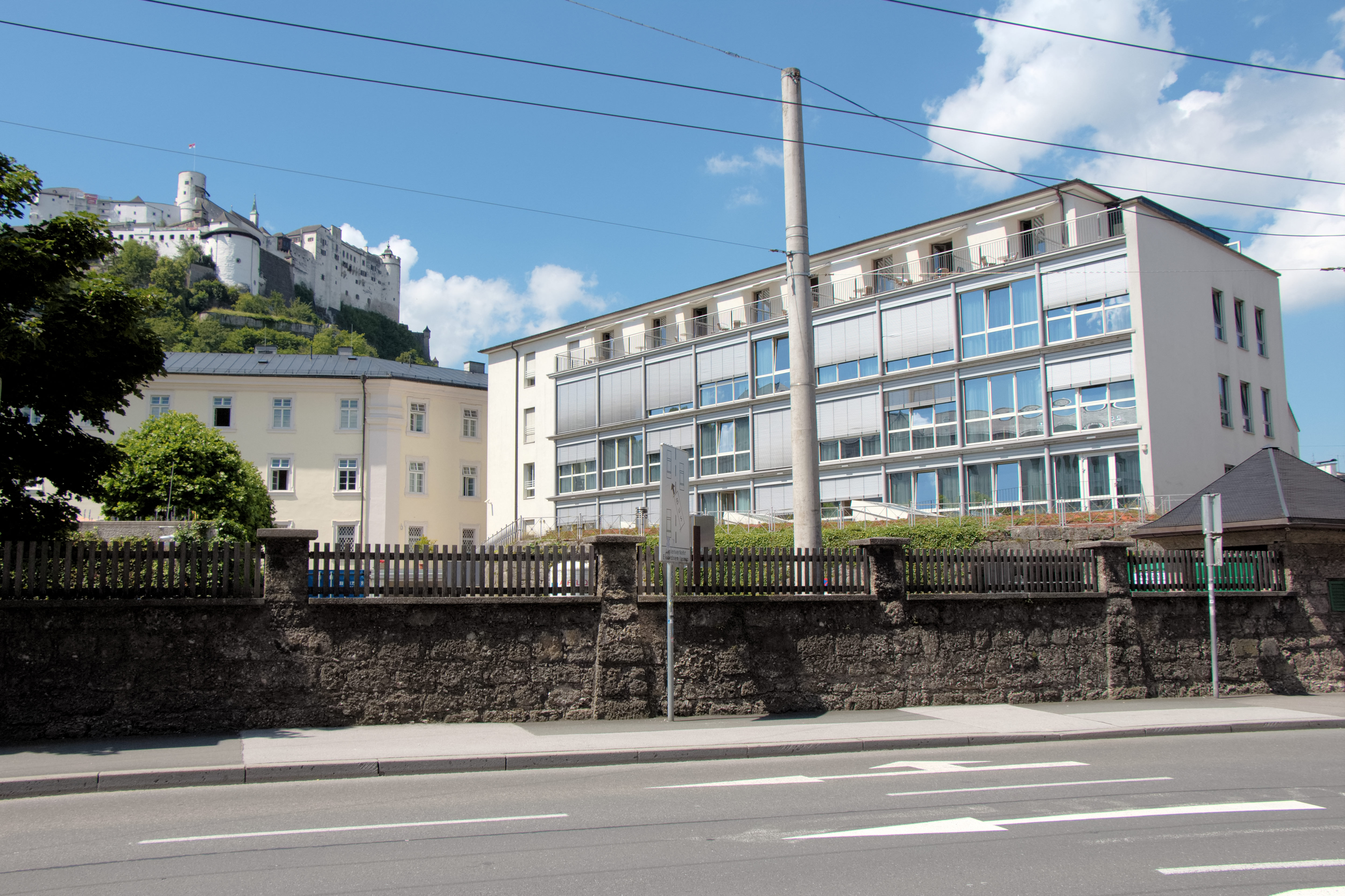
Neuer Gebäudetrakt

### 1150 bis 1920
Die erste urkundliche Erwähnung einer Kirche mit Spital im Besitz des Benediktinerklosters St. Peters findet sich im Jahr 1150. Nach einem Umbau des Gebäudekomplexes 1602 wurde dieser dann im Laufe des 17. Jahrhunderts abgebrochen. 
1685 schloss Ezzbischof Max Gandolf von Kuenburg einen Vertrag mit dem Baumeister Giovanni Gaspare Zuccalli über den Bau einer Kirche samt Kloster und Priesterseminar für die aus München stammenden Priester des Theatinerordens (Kajetanerordens). Die finanzielle Grundlage bildete die Stiftung über 24.000 Gulden des bayrischen Freiherrn Georg Konrad von Lerchenfeld (1613–1689). Im selben Jahr wurde mit dem Bau der Kirche begonnen. Ein Jahr später nahmen die  italienischen Stuckateure Francesco und Carl Antonio Brenno sowie Antonio Carabelli und der Bildhauer Andreas Götzinger (Fassade) ihre Arbeit auf. Nach dem Tod von Erzbischof Max Gandolph im Jahr 1687 ließ Erzbischof Johann Ernst von Thun und Hohenstein Caspar Zuccalli und die italienischen Stuckateure „abfertigen“ und es kam zu einer Bauunterbrechung.
1691 wurde den Theatinern wurde 1691 die zuvor zugesagte Ausbildung der Priesterseminaristen entzogen. Ihre Aufgaben beschränkten sich ab dato auf das Lesen von Messen, das Predigen und Hören der Beichte. Das Stiftungskapital wurde vom Erzbischof um 12.000 Gulden erhöht und weitere Gönner sicherten die Ausgestaltung von Kirche und Kloster.
Nach Fertigstellung der Kirche fand die Weihe im Jahr 1700 statt, sie wurde dem Patrozinium der Heiligen Maximilian vom Pongau und Kajetan von Thiene unterstellt. 1712 erfolgte die Errichtung der Heiligen Stiegen-Kapellen; die Ausstattung mit Bildern und Altären dauerte jedoch bis 1740.
Nach der Aufhebung der Salzburger Theatinerniederlassung im Jahr 1809 wurde 1810 in den Räumen des Klosters ein Garnisonsspital eingerichtet und das Inventar von Kirche und Kloster versteigert.

### 1923 bis Ende des Zweiten Weltkriegs
Nach der am 26. Mai 1923 erfolgten treuhändischen Übergabe des ehemaligen Truppenspitals am Kajetanerplatz und seines Inventars an die Barmherzigen Brüder fand am 7. August desselben Jahres die feierliche Übergabe und Einweihung des Krankenhauses statt. In den Jahren 1923/1924 wurden rund 70 Patienten verzeichnet. 1933 stellte Prior Probus Künzel fest: „Trotz vieler Anschaffungen in der schweren wirtschaftlichen Notzeit steht das Haus schuldenfrei da.“  1935 wurde die Anzahl der Betten von 100 auf 130 aufgestockt. Bis 1937 entstanden die Prosektur und die Wäscherei; außerdem wurde der erste Patienten- und Bettenaufzug eingerichtet.
Nach dem Ausbruch des Zweiten Weltkriegs 1939 verloren die Brüder die Entscheidungskompetenz. Das Krankenhaus wurde von der Militärverwaltung als Reservelazarett geführt. Die Brüder durften als Pfleger weiterarbeiten, einige von ihnen wurden zum Kriegsdienst eingezogen. Nach der Zerstörung eines Teiles des Krankenhauses beim ersten großen Luftangriff auf Salzburg am 16. Oktober 1944 wurde der Lazarettbetrieb im unversehrten Teil weitergeführt. Aufgrund der großen Schäden blieb die Kajetanerkirche ein Jahr lang geschlossen.

### Nachkriegszeit ab 1945
Nach Kriegsende im Mai 1945 wurde das Wehrmachtslazarett bis Mitte 1950 von der Nothilfe- und Wiederaufbauverwaltung der Vereinten Nationen (UNRRA) beziehungsweise deren Nachfolge-Organisation Internationalen Flüchtlingsorganisation (IRO) als Spital für Menschen in der Fremde, sogenannte „versetzte Personen“, weitergeführt.
Nach schwierigen Verhandlungen erreichten die Barmherzigen Brüder im Juni 1947 die Wiederanerkennung ihres Mietrechts und damit den Fortbestand des Krankenhauses. Die Wiedereröffnung und Wiedereinweihung des Krankenhauses fand am 29. Januar 1951 statt. Im Februar 1952 konnten dann die ersten Patienten aufgenommen werden. Der Spitalsbetrieb begann zunächst mit 40 Betten, wenige Wochen später standen bereits 70  Betten und zum Jahresende 127 Betten zur Verfügung. Im September 1953 ging das Krankenhaus dann endgültig aus Bundesbesitz in den Besitz der Barmherzigen Brüder über.

### Erweiterungs- und Modernisierungsmaßnahmen ab 1955
Umfangreiche Ausbau-, Umbau- und Erweiterungsmaßnahmen wurden ab 1955 durchgeführt. In der Zeit von 1955 bis 1960 erfolgte der Ankauf des Dachs-Hauses sowie der Ausbau der Operationssäle, Laboratorien, Krankenzimmer, Wirtschaftsräume, Röntgenabteilung, der Apotheke und der Küche. Außerdem wurde eine Sterilisationsanlage eingerichtet. Ein neuer vierstöckiger Bettentrakt wurde in der Zeit von 1963 bis 1966 errichtet. Es entstanden von 1969 bis 1980 ein neuer Operationstrakt, ein modernes Laboratorium, ein neues Personalwohnheim sowie eine neue Küche, sodass mit den Modernisierungen aus dem eher als Pflegespital geführten Krankenhaus ein leistungsfähiges Krankenhaus mit den Abteilungen Innere Medizin, Chirurgie, Hals-Nasen-Ohren-Heilkunde, Gynäkologie, Urologie, Anästhesiologie und Intensivmedizin sowie Radiologie und Nuklearmedizin wurde.
Zwischen 1980 und 1990 stellte man im Zuge der Renovierungsarbeiten der Kajetanerkirche eine Verbindung zwischen der Kirche und dem Krankenhaus her. Es kam zu einem Ankauf von umliegenden Gebäuden und mit der Unterkellerung des Altbaus sowie des Innenhofes zur Schaffung neuer Räumlichkeiten. Zudem fand eine Generalsanierung des Klassetrakts, die Sanierung und Neuadaptierung der alten Personalwohnungen und die Errichtung neuer Personalwohnungen statt. 
Im Jahr 1994 wurde die erste öffentliche Abteilung für Plastische, Rekonstruktive und Ästhetische Chirurgie im Bundesland Salzburg eröffnet. Anlässlich des 55-jährigen Bestandsjubiläums verlieh die Landesregierung dem im September 1998 das Öffentlichkeitsrecht.

### Pastoralrat und Club St. Kajetan
Zwischen 1990 und 2000 wurde der Pastoralrat gegründet. Dieses aus Brüdern und Mitarbeitern bestehende Gremium setzt sich dafür ein, die Kultur des heiligen Johannes von Gott im Haus zu verbreiten. Ebenso wurde mit dem Club St. Kajetan ein Verein der Freunde und Förderer des Krankenhauses gegründet, der allerdings im Juni 2014 aufgelöst wurde.

### Ab 2000
Von 2004 bis 2012 kam es zu weiteren umfangreichen Um- und Neubaumaßnahmen. Mit der Eröffnung der Tiefgarage im Jahr 2010 war der Kajetanerplatz autofrei. 2012 erfolgte die Eröffnung der onkologischen Tagesklinik.
Der Ende Februar 2008 abgeschlossene Vertrag über die Abgangsdeckung durch das Land Salzburg trägt wesentlich zur zukünftigen wirtschaftlichen Absicherung des Hauses bei. 2010 betraute man mit Direktor Arno Buchacher erstmals einen weltlichen Gesamtleiter mit der Leitung des Krankenhauses. Aufgrund der immer umfangreicheren Aufgaben war es erforderlich, Management und Priorenamt in verschiedene Hände zu legen. Aus diesem Grunde gibt es heute in allen österreichischen Einrichtungen der Barmherzigen Brüder ein solches Führungs-Zweigespann aus Prior und Gesamtleiter.

## Abteilungen
- Innere Medizin mit unter anderem Geriatrie und Palliativmedizin, Interne Notaufnahme (24h Dienst) und Internistischer Intensivmedizin
- Chirurgie
- Urologie
- Gynäkologie
- Plastische-, Rekonstruktive- und Ästhetische Chirurgie
- Radiologie und Nuklearmedizin
- Anästhesie und Intensivmedizin